# Осиновка (Бирский район)
Оси́новка (баш. Осиновка) — село в Бирском районе Башкортостана. Административный центр Осиновского сельсовета.

## Географическое положение
Расстояние до:
- районного центра (Бирск): 15 км.

## Население
| 2002 | 2009  | 2010 |
| ---- | ----- | ---- |
| 1055 | ↗1214 | ↘980 |

### Национальный состав
Согласно переписи 2002 года, преобладающая национальность — русские (82 %).

## Улицы
| - ул. Верхняя, - ул. Вишнёвая, - ул. Дорожная, - ул. Запрудная, - ул. Молодёжная, | - ул. Нижняя, - ул. Овчинникова, - ул. Парковая, - ул. Садовая, - ул. Светлая, | - ул. Солнечная, - ул. Школьная, - пер. Школьный, - ул. Юбилейная. |

## Известные уроженцы
- Овчинников, Григорий Семёнович (1898—1943) — советский военнослужащий, красноармеец, Герой Советского Союза.